# Ибн Кутайба
Абу́ Мухаммад ‘Абдулла́х ибн Мусли́м ад-Ди́навари, более известен как Ибн Кута́йба (араб. ابن قتيبة‎; 828, Эль-Куфа — 30 октября 889, Багдад) — исламский богослов, известный толкователь Корана, хадисовед, факих, философ, историк, литератор, языковед.

## Биография
Его полное имя: Абу Мухаммад ‘Абдуллах ибн ‘Абдул-Маджид ибн Муслим ибн Кутайба ад-Динавари аль-Куфи. Родился в Эль-Куфе (Ирак) и большую часть жизни провел в Багдаде. В Багдаде он мог познакомиться с разными направлениями ислама, философских и правовых школ, так как Аббасидские халифы поощряли развитие различных наук. Под воздействием этих факторов и были сформированы воззрения Ибн Кутайбы. Он был знаком со многими влиятельными людьми халифата, в частности с аль-Муваффаком, аль-Мутаваккилем,
наместником Хорасана Абдуллой ибн Таиром и др. Помимо религиозной деятельности Ибн Кутайба также занимался и государственной работой, был шариатским судьей в городе Динавар в провинции Джибаль. Ибн Кутайба умер в возрасте 63 лет в Багдаде.

## Богословская деятельность
Взгляды Ибн Кутайбы совпадали с суннитскими, в правовых вопросах придерживался ханбалитского мазхаба и подвергал критике воззрения антропоморфистов и мутазилитов. Постижение исламских наук он начал у своего отца Муслима ибн Кутайбы и продолжил учёбу у известных ученых своей эпохи (Абу Убайда аль-Касим ибн Саллама (ум. в 839 г.), Ахмад ибн Саид аль-Лихйани, Мухаммад ибн Саллам аль-Джумахи (ум. в 845 г.), Хармала ибн Йахйа ат-Таджиби (ум. в 857 г.) и др.). Помимо багдадских учёных, Ибн Кутайба обучался так же и в Мекке у аль-Кади Йахйи ибн Аксама (ум. в 856 г.) и в Басре у Абу Хатима ас-Сиджистани (ум. в 862 г.) и в Хорасане у Исхака ибн Рахавайха (ум. в 852 г.).
Его учениками были: Ахмад ибн Марван аль-Марвази (ум. в 910 г.), Убайдулла ибн Абд ар-Рахман ибн Мухаммад аш-Шуккари (ум. в 934 г.), Ахмад ибн Мухаммад аль-Хасан ад-Дарраб (ум. в 939 г.) и многие другие.

## Труды
Абдуллах ибн Кутайба за свою жизнь написал более 40 различных сочинений, среди которых толкования Корана и хадисов, труды по лингвистике, фонетике, философии, а также работы в области естественных и других наук. Ниже представлен список наиболее известных работ Ибн Кутайбы.
- Тафсиры

«Мушкиль аль-Куран» (араб. مشكل القرآن‎)
«Мушкиль аль-Хадис» (араб. مشكل الحديث‎)
- Сочинения по фикху

«Аль-Ашриба» (араб. الأشربة‎)
«Китаб ас-Сиям»
- Труды по истории

«Аль Имама ва ас-Сияса»
«Китаб ан-Насаб»
«Китаб аль-Ма‘ариф» (араб. كتاب المعارف‎ — книга познаний)
- Работы по биологии

«Китаб аль-Джарасим»
«Китаб ан-Набат»
а также:
- «Китаб аль-Анва» (араб. كتاب الأنواء‎ — книга звёзд) — книга по астрономии
- «‘Уйун аль-ахбар» (араб. عيون الأخبار‎ — источники рассказов) — книга по этикету
- «Китаб табакат аш-шу’ара» (араб. ‎ — Книга категорий поэтов) — книга по биографии поэтов
- «Китаб адаб ал-катиб» (араб. ‎ — Книга искусства писца) — справочник для секретарей по стилистике

## Книга познаний
Книга познаний (араб. كتاب المعارف — Китаб аль-Ма‘ариф) — одно из самых старых арабских исторических сочинений. В нём содержится небольшой рассказ об африканских народах, об их происхождении, в том числе перечисляются некоторые народы северо-восточной части Африки, указываются предметы их питания. В этой книге Ибн Кутайба не упоминает в качестве своего источника ни одной книги, но часто называет передатчиков информации вплоть до современников события, о котором идет речь. Абдуллах ибн Кутайба был первым в истории арабо-мусульманским историком, который обратился непосредственно к тексту Ветхого Завета для извлечения сведений о библейских пророках и сотворении мира.

…Сказал Вахб ибн Мунаббих: "Воистину, Хам сын Ноя был человеком с белым, красивым лицом и телом. Но Аллах, велик он и славен, изменил цвет [кожи] у Хама и у его потомков из-за того, что тот поносил своего отца. И вот Хам удалился, и дети его последовали за ним. Они поселились на берегу моря. Увеличил Аллах их число и приумножил их. А они — черные. Пищей их была рыба. Они точили свои зубы, пока не делали их подобными иглам, для того чтобы к ним прилипала рыба.

«Некоторые из детей Хама поселились в Магрибе. И родил Хам Куша ибн Хама, Кан’ана ибн Хама и Фута ибн Хама. Что касается Фута, то он отправился в путь и поселился в землях ал-Хинда и ас-Синда, и жители тех земель произошли от его сыновей. Что же касается Куша и Кан’ана, то племена черных — ан-нуба, аз-зиндж, ал-каран, аз-зугава, ал-хабаша, копты и берберы — произошли от детей их обоих» …— Древние и средневековые источники по этнографии и истории Африки южнее Сахары. Т. 1. Арабские источники VII-X вв. М.-Л. АН СССР. 1960.